# La Gloria (canción de Erasure)
«La Gloria» es un sencillo promocional publicado del grupo inglés de música electrónica Erasure, lanzado en 1990.

## Descripción
La Gloria fue editado solo en España como sencillo promocional, aprovechando que parte de su letra es en español y que su música está influenciada por la música ibérica.

Este sencillo promocional presenta la versión incluida en el álbum Wild!.

## Lista de temas
| La Gloria 7" (MUTE160) |                          |              |          |  |
| N.º                    | Título                   | Escritor(es) | Duración |  |
| 1.                     | «La Gloria» (versión LP) | Clarke/Bell  | 3:18     |  |

## Créditos
La Gloria fue escrita por Clarke/Bell.